# Tarussky (huyện)
Huyện Tarussky (tiếng Nga: ? райо́н) là một huyện hành chính tự quản (raion), của Tỉnh Kaluga, Nga. Huyện có diện tích 720 kilômét vuông, dân số thời điểm ngày 1 tháng 1 năm 2000 là 16200 người. Trung tâm của huyện đóng ở Tarusa.